# Elinor Odeberg
Elinor Linnéa Lydia Odeberg, född 10 november 1989 i Stockholm, är en svensk ekonomihistoriker och ledarskribent. Sedan 2022 är Odeberg chefsekonom på tankesmedjan Arena Idé.

## Biografi
Odeberg har en fil kand i ekonomisk historia. Hon har arbetat som politiskt sakkunnig på Finansdepartementet med särskilt ansvar för internationell ekonomisk politik, makroprognoser och välfärd. Tidigare har hon även varit utredare, bland annat på fackförbundet Kommunal. Odeberg deltog som expert i den statliga utredningen Hållbar socialtjänst (Sou2020:47).
Mellan 2014 och 2020 var Odeberg förtroendevald för Socialdemokraterna i Region Stockholm och var då bland annat varit andre vice ordförande psykiatriberedningen.
Odeberg är ledarskribent på den digitala dagstidningen Dagens Arena.
Hon är författare till boken Dyrtider – Så bekämpar vi inflationen, som gavs ut 2023. Den handlar om Sveriges inflationsbekämpning historiskt och i nutid. 